# Васил Анастасов
Васил Христов Анастасов (12 февруари 1950 – 23 юни 2020) е български филолог, доктор на науките, преподавател и автор на редица научни трудове. Основният интерес в последните години от творчеството му е насочен към изследванията на взаимовръзката между езика и политиката, тема на две от книгите му: The Dynamics of Human Interaction: Language, Politics and Identity (2012) и Power and Truth in Political Discourse: Language and Ideological Narratives (2018).

## Биография
Васил Анастасов е роден на 12 февруари 1950 в София в семейството на проф. арх. Христо Анастасов и Екатерина Блъскова – внучка на ген. Андрей Блъсков.
Преподавал е обща лингвистика, литературна теория, семиотика и английска литература. Научните му интереси са в областта на история на езика, философия на езика, език и политика, семиотика и литературна теория.
Преподавал е в университети в България и Турция, изнасял е лекции в редица държави от Северна Америка, Южна Америка и Европа.